# Fibulia novaezealandiae
Fibulia novaezealandiae är en svampdjursart som först beskrevs av Brøndsted 1924.  Fibulia novaezealandiae ingår i släktet Fibulia och familjen Dendoricellidae. Inga underarter finns listade i Catalogue of Life.